# دكروة مانعة للحمى
دكروة مانعة للحمى أو بُلَيْسَمان (الاسم العلمي:Dichroa febrifuga) هي نوع من النباتات تتبع جنس الدكروة من الفصيلة الهدرانجية. منبتها يمتد من الهند إلى إيران. ساقها فرعاء. هيكلُها هيكل الأرطنسيا. تعلو نحو 200 سم. أوراقها أبيدة معنَّقة متقابلة إهليلجية ذلقة الأطراف منشارية الحفاف. إزهرارُها عثكولي التجميع. أزهارُها تبدو بنفسجية ثم تتحول إلى الزُرقة. ثمارها عنبية زرقاء اللون تستعمل كدافعة للحمى في الهند والأفغان وإيران.